# Jakoba Mulder
Jakoba Helena "Ko" Mulder née le 2 mars 1900 à Bréda et morte le 4 novembre 1988 à Bréda est une architecte néerlandaise.